# Volkward
Volkward war von 1063 bis 1068 Bischof von Brandenburg.

## Leben
Zur Zeit des Bischofs Godehard von Hildesheim war er Vicedominus der Hildesheimer Kirche. Er war ein vertrauter Gefährte des Bischofs und wurde später Dompropst von Hildesheim. Nach September 1063 wurde er zum Bischof von Brandenburg. Laut Forschung starb er spätestens am 19. Mai 1068.

## Quelle
- Personendatenbank zur Germania Sacra, abgerufen am 27. Juni 2017.
- Germania-sacra, abgerufen am 27. Juni 2017.